# ジョージ・オズボーン (第6代リーズ公爵)

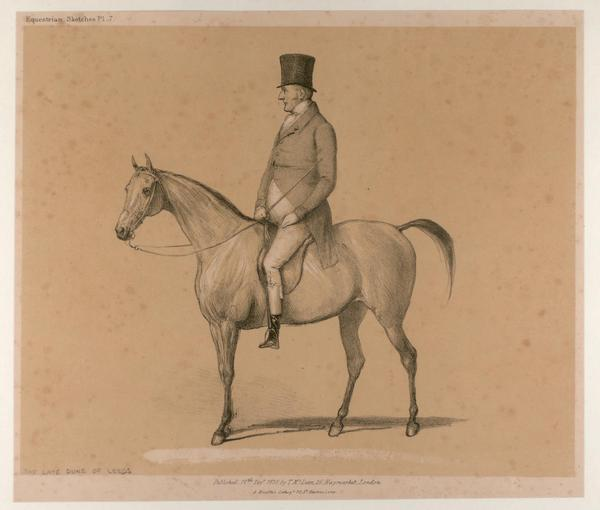
第6代リーズ公爵

第6代リーズ公爵ジョージ・ウィリアム・フレデリック・オズボーン（英語: George William Frederick Osborne, 6th Duke of Leeds KG PC、1775年7月21日 ロンドン – 1838年7月10日 ロンドン）は、イングランド貴族。トーリー党に所属し、1827年から1830年まで主馬頭を務めた。1775年から1789年までダンビー伯爵の、1789年から1799年までカーマーゼン侯爵の儀礼称号を使用した。

## 生涯
第5代リーズ公爵フランシス・オズボーンと1人目の妻アメリア（旧姓ダーシー、1754年10月12日 – 1784年1月27日）の息子として、1775年7月21日にメイフェアのグローヴナー・スクエアで生まれ、8月15日にセント・ジョージ・ハノーヴァー・スクエアで洗礼を受けた。1784年1月27日に母が死去すると、ダーシー・ド・ネイス男爵位とコンヤーズ男爵位を継承、1798年4月27日に貴族院がオズボーンによるコンヤーズ男爵位継承を承認したことで同年5月に貴族院議員に就任した。1799年1月31日に父が死去すると、リーズ公爵位を継承、1801年11月3日にリーズ公爵として貴族院議員に就任した。
1799年7月にノース・ミムズの地所を売却した。1811年に住居のキヴィトン・ホールを解体して、ノース・ヨークシャーのホーンビー城に引っ越した。
1801年から1838年に死去するまでシリー諸島総督を、1802年4月10日から1838年7月10日までノース・ライディング・オブ・ヨークシャー統監を務めた。
ジョージ・カニング内閣期の1827年5月4日に主馬頭に任命され、10日には枢密顧問官にも任命され、ガーター勲章を授与された。以降1830年まで主馬頭を務めた。ウェリントン公爵＝ピール内閣（1828年 – 1830年）では首相の初代ウェリントン公爵アーサー・ウェルズリーがカトリック解放支持に転じ、リーズ公爵はそれに同調したトーリー党員の1人だった。
1838年7月2日に繰上勅書を受けてキヴィトンのオズボーン男爵位を長男フランシス・ジョージ・ゴドルフィン・ダーシーに譲ったが、直後の7月10日にロンドンで死去、16日にメリルボーンのホーリー・トリニティ教会に埋葬された。長男がリーズ公爵などの爵位を継承した。

## 家族

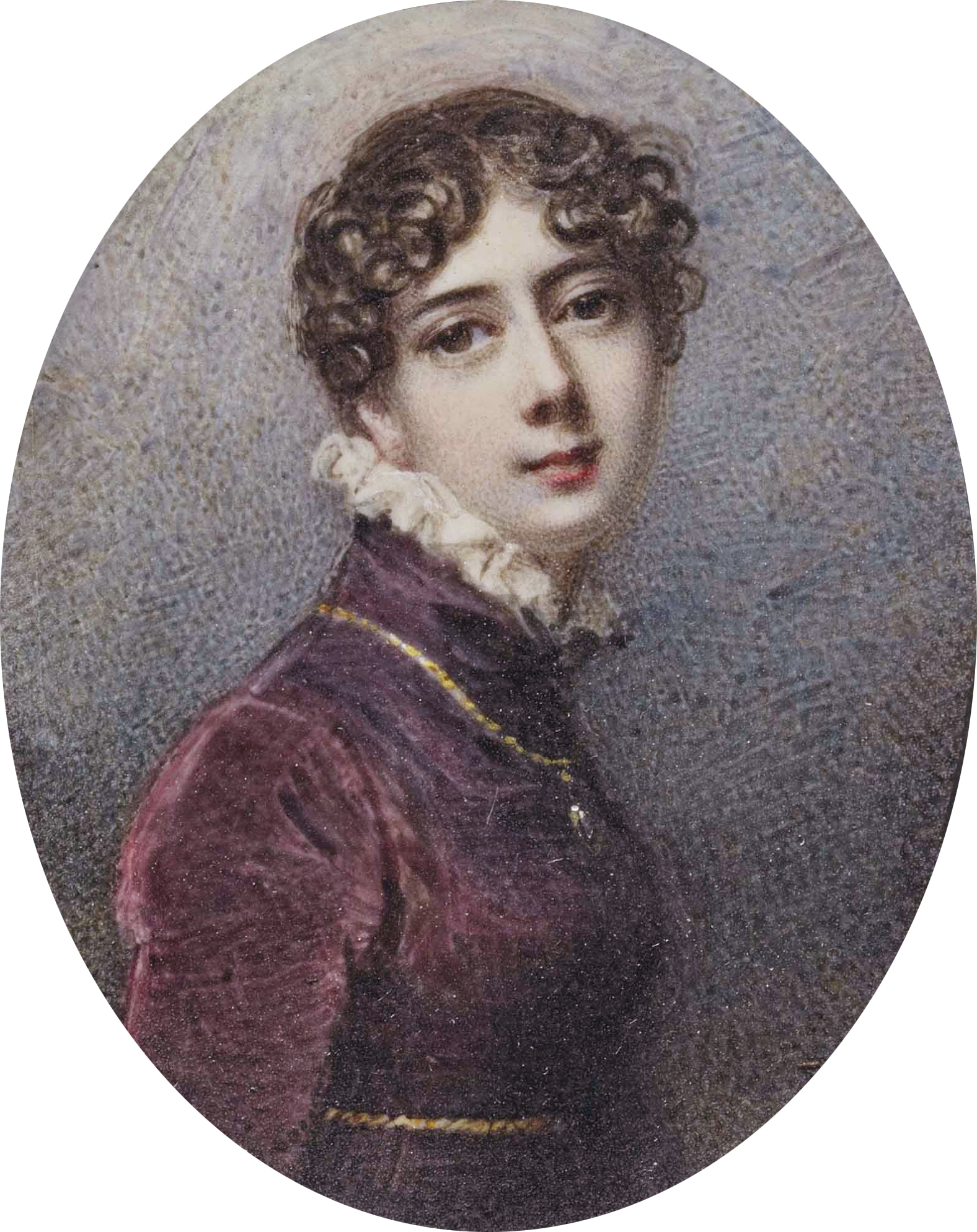
リーズ公爵夫人シャーロットの肖像画、アン・ミー画。

1797年8月17日、シャーロット・タウンゼンド（1776年3月16日 – 1856年7月30日、初代タウンゼンド侯爵ジョージ・タウンゼンドの娘）と結婚、2男1女をもうけた。
- フランシス・ジョージ・ゴドルフィン・ダーシー（1798年5月21日 – 1859年5月4日） - 第7代リーズ公爵
- シャーロット・メアリー・アン・ジョージアナ（Charlotte Mary Anne Georgiana、1801年7月16日 – 1836年1月17日[6]） - 1826年5月22日、サックヴィル・レーン＝フォックスと結婚、子供あり。第12代コンヤーズ男爵サックヴィル・レーン＝フォックスの母
- コンヤーズ・ジョージ・トマス・ウィリアム（1812年5月6日 – 1831年2月16日）